# Lex Rijnvis
Lex Rijnvis  ('s-Gravenhage, 9 oktober 1933 - 15 februari 2006) was een Nederlands profvoetballer die onder contract stond bij ADO en DHC.

## Clubcarrière
Lex Rijnvis was bij ADO een van de populairste linksbuitens. Ook stond hij erom bekend dat hij hard kon lopen. Hij werd in de zomer van 1952 overgenomen van VV BMT. Toen hij een contract tekende bij ADO, kwam Rijnvis tevens uit voor het militair elftal.
Hij maakte zijn competitiedebuut op 7 september 1952 in de uitwedstrijd tegen Bleijerheide. In zijn tweede seizoen werd hij clubtopscorer van ADO met 16 doelpunten. 
ADO kon zich in 1956 niet direct plaatsen voor de pas opgerichte Eredivisie. Met de teruggekeerde Mick Clavan lukte het een jaar later toch. ADO werd met overmacht kampioen in de Eerste divisie A vooral door de productieve voorhoede met Carol Schuurman (30 treffers), Lex Rijnvis (27), Mick Clavan (12) en Theo Timmermans (10). 
In het debuutjaar 1957/58 in de Eredivisie eindigde ADO als zesde en Rijnvis scoorde 18 keer. De Haagse aanvaller beleefde toen zijn topjaren en werd ook verkozen voor Nederland-B waarvoor hij twee interlands speelde.
Lex Rijnvis kwam in totaal tien seizoenen uit voor ADO. Hij speelde 265 wedstrijden waarin hij 143 maal scoorde. Op 20 mei 1962 speelde hij zijn laatste duel voor ADO. In de thuiswedstrijd tegen NAC (2-2) wist hij nog eenmaal te scoren. Daarna vertrok hij naar DHC waar hij in 1965 zijn voetballoopbaan beëindigde. Hij ging daarna als trainer in het amateurvoetbal aan de slag.

## Statistieken
| seizoen | club | land      | competitie                   | wed. | goals | beker | goals |
| ------- | ---- | --------- | ---------------------------- | ---- | ----- | ----- | ----- |
| 1952/53 | ADO  | Nederland | Eerste klasse D              | 24   | 6     | 0     | 0     |
| 1953/54 | ADO  | Nederland | Eerste klasse D              | 22   | 16    | 0     | 0     |
| 1954/55 | ADO  | Nederland | Eerste klasse D (afgebroken) | 5    | 5     | 0     | 0     |
| 1954/55 | ADO  | Nederland | Eerste klasse B              | 24   | 13    | 0     | 0     |
| 1955/56 | ADO  | Nederland | Hoofdklasse A                | 34   | 20    | 0     | 0     |
| 1956/57 | ADO  | Nederland | Eerste divisie A             | 30   | 27    | 8     | 8     |
| 1957/58 | ADO  | Nederland | Eredivisie                   | 30   | 18    | 4     | 2     |
| 1958/59 | ADO  | Nederland | Eredivisie                   | 23   | 7     | 6     | 8     |
| 1959/60 | ADO  | Nederland | Eredivisie                   | 32   | 17    | 0     | 0     |
| 1960/61 | ADO  | Nederland | Eredivisie                   | 20   | 7     | 5     | 2     |
| 1961/62 | ADO  | Nederland | Eredivisie                   | 21   | 7     | 1     | 1     |
| 1962/63 | DHC  | Nederland | Eerste divisie               | 21   | 6     | 0     | 0     |
| 1963/64 | DHC  | Nederland | Eerste divisie               | 23   | 11    | 0     | 0     |
| 1964/65 | DHC  | Nederland | Eerste divisie               | 29   | 10    | 0     | 0     |
|         |      |           | Totaal                       | 338  | 170   | 24    | 21    |